# Future Shock (Gillan)
Future Shock è il quarto album in studio del gruppo musicale britannico Gillan, pubblicato nel 1981.

## Tracce
Side 1
1. Future Shock
2. Night Ride Out of Phoenix
3. (The Ballad Of) The Lucitania Express
4. No Laughing in Heaven
5. Sacre Bleu
6. New Orleans (Gary U.S. Bonds cover)

Side 2
1. Bite the Bullet
2. If I Sing Softly
3. Don't Want the Truth
4. For Your Dreams

## Formazione
- Ian Gillan – voce
- Colin Towns – tastiera
- John McCoy – basso
- Bernie Tormé – chitarra
- Mick Underwood – batteria